# Alberto López Fernández
Alberto López Fernández (Irún, 20 maggio 1969) è un allenatore di calcio ed ex calciatore spagnolo, di ruolo portiere.

## Carriera

### Giocatore
Cresce nelle giovanili del Real Socieda. Tra il 1991 e il 1993 gioca in Segunda División B con la squadra filiale del Real Sociedad B.
Nel 1993 l'allenatore gallese John Toshack lo fa esordire in massima serie schierandolo da titolare nelle ultime quattro giornate di campionato. A partire dalla stagione successiva ottiene il posto da titolare. Difenderà i pali della squadra basca fino al 2006. Dopo 14 stagioni alla Real Sociedad, si trasferisce al Real Valladolid in Segunda División.
Allenato da José Luis Mendilibar, esordisce il 27 agosto 2006 in casa dello Sporting Gijón, subentrando al '44 a Jacobo Sanz Ovejero.
A fine anno, con la squadra castiglianoleonese, vince il campionato e ritorna in massima divisione. A livello personale, vince il Trofeo Zamora di categoria, riservato al miglior portiere.
Nella nuova stagione Liga, il posto di titolare viene occupato dal diciottenne portiere del vivaio Pucela Sergio Asenjo. In due stagioni, López Fernández disputa 7 partite in massima serie per poi ritirarsi nel 2009 all'età di 40 anni.
In carriera ha giocato anche 4 partite con la Selezione di calcio dei Paesi Baschi.

### Allenatore
Nel mese di marzo 2014 subentra a Juan Carlos Mandiá alla guida del Deportivo Alavés, in Segunda División. Nelle ultime 11 giornate di campionato, ottiene 5 vittorie, 3 pareggi e 3 sconfitte, terminando la stagione al 18º posto.
Nella stagione 2014-2015 viene confermato alla guida del club basco, che termina il campionato al 13º posto. A fine anno López Fernández lascia il club.
Torna ad allenare nel 2016, subentrando a Miguel Ángel Portugal alla guida del suo vecchio club, il Real Valladolid, sempre in Segunda División. Dopo sette partite, il club termina il campionato al 16º posto. A fine stagione lascia il Valladolid, che ingaggia Francisco Herrera Lorenzo.

## Palmarès

### Giocatore

#### Competizioni nazionali
- Segunda División: 1

Real Valladolid: 2006-2007